# شهرستان چینگیوان (چجیانگ)
شهرستان چینگیوان (به انگلیسی: Qingyuan County) یک شهرستان در چین است که در لیشای واقع شده‌است. شهرستان چینگیوان ۱٬۸۹۸ کیلومتر مربع مساحت و ۱۹۸٬۴۴۰ نفر جمعیت دارد.